# Estádio Palatino
Estádio Palatino, conhecido em italiano como Stadio Palatino, correspondia a um terço do enorme Palácio de Domiciano no monte Palatino de Roma, Itália. Foi a última estrutura a ser construída, depois do Palácio Flávio e do Palácio Augusto, respectivamente as partes pública e privada do complexo.

## História
O enorme complexo ocupa toda a parte central do Palatino desde o fim do século I, substituindo diversos edifícios muito antigos, da época republicana até Nero. Os trabalhos foram dirigidos pelo arquiteto Rabírio e iniciaram pouco depois de 81 (ano da ascensão de Domiciano) e terminaram em 92. O complexo foi descoberto e escavado no século XVIII, o que levou rapidamente a grandes perdas por causa de saques e roubos, comprometendo irremediavelmente o estado do edifício.
O estádio é feito de tijolos, cujos selos são todos da época de Domiciano, com algumas reformas da época de Adriano (pórticos) e Sétimo Severo (êxedra). O pequeno recinto oval que se vê ainda hoje na parte meridional da arena foi construído na época de Teodorico, o Grande, quando o local foi utilizado como anfiteatro (certamente não para lutas de gladiadores, pois este tipo de espetáculo já havia sido abolido na época de Honório).
O estádio passou então a ser utilizado sobretudo como jardim e picadeiro privado (viridário), presentes nas villas privadas da época segundo os relatos de Plínio, o Jovem. Nos "Atos de São Sebastião" se menciona um "Hipódromo do Palácio" (Hippodromus Palatii), provavelmente o Estádio Palatino.

## Descrição
Este estádio era um edifício em forma de circo, com um retângulo muito alongado com uma das extremidades menores curva (a meridional), com cerca de 160 x 48 metros. Ocupa todo o lado oriental do Palácio Augusto por um total de 88 metros.
O perímetro era decorado por um pórtico com dois andares, composto, no nível inferior, de pilares de tijolos revestidos de mármore (dos quais só restam as bases) e, no superior, de colunas de mármore, como se pode ver na reconstrução no ângulo setentrional.
No lado oriental, no centro, se abria a tribuna, em forma semicircular, no nível superior do pórtico e ligeiramente pronunciada, suportada por baixo por três espaços abertos para o estádio. A arena propriamente dita está repartida no centro por uma spina, da qual restam apenas os elementos terminais, semicirculares.

## Galeria

Imagens do estádio
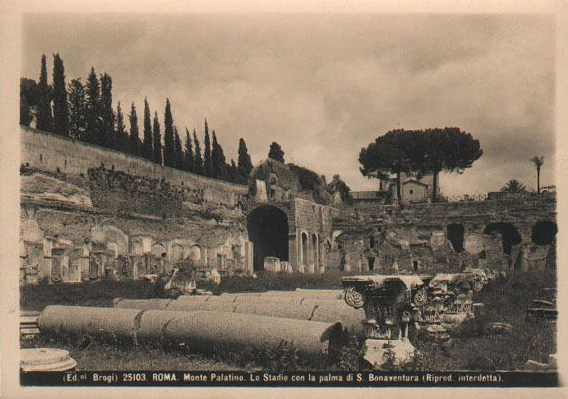
Fotografia antiga.
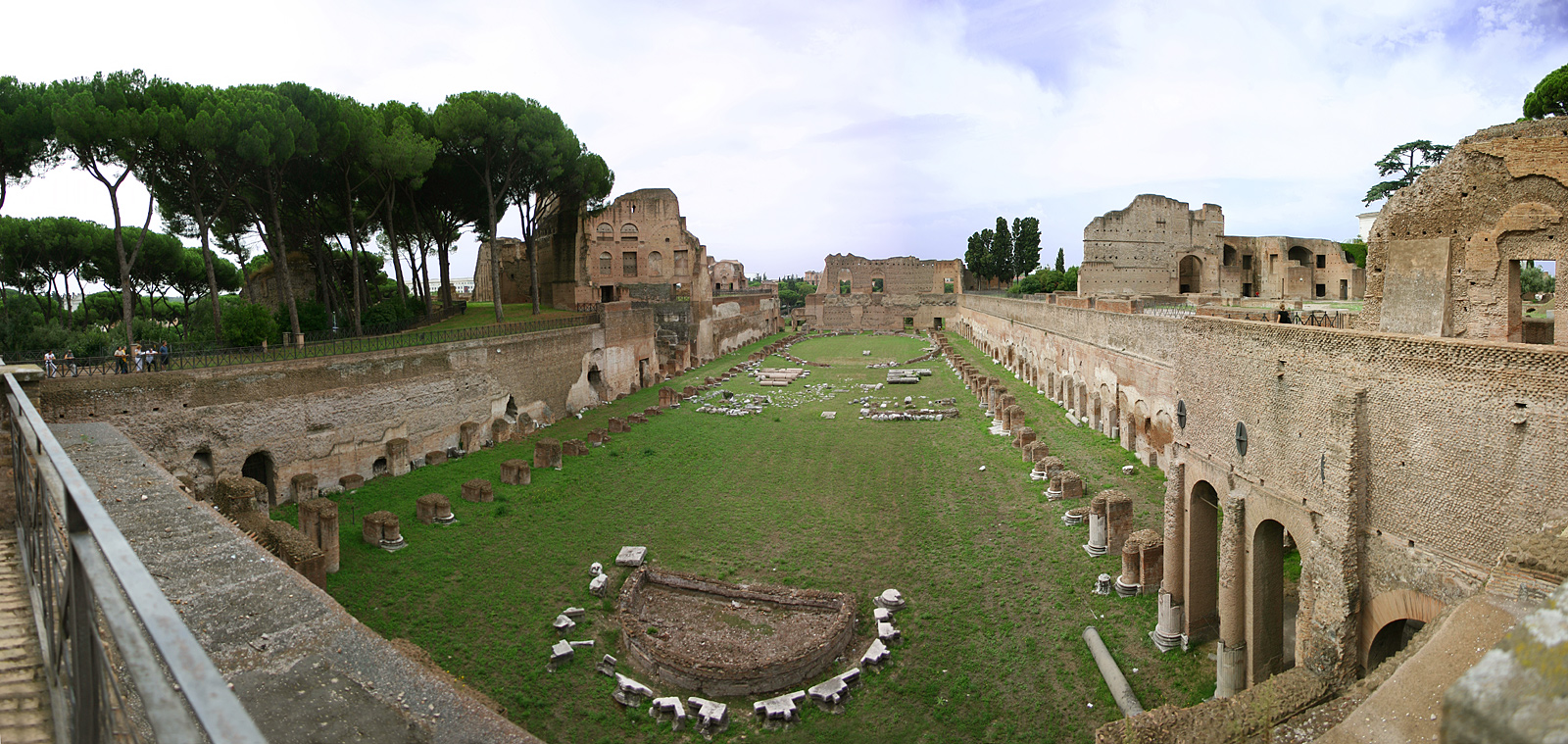
Visão geral.
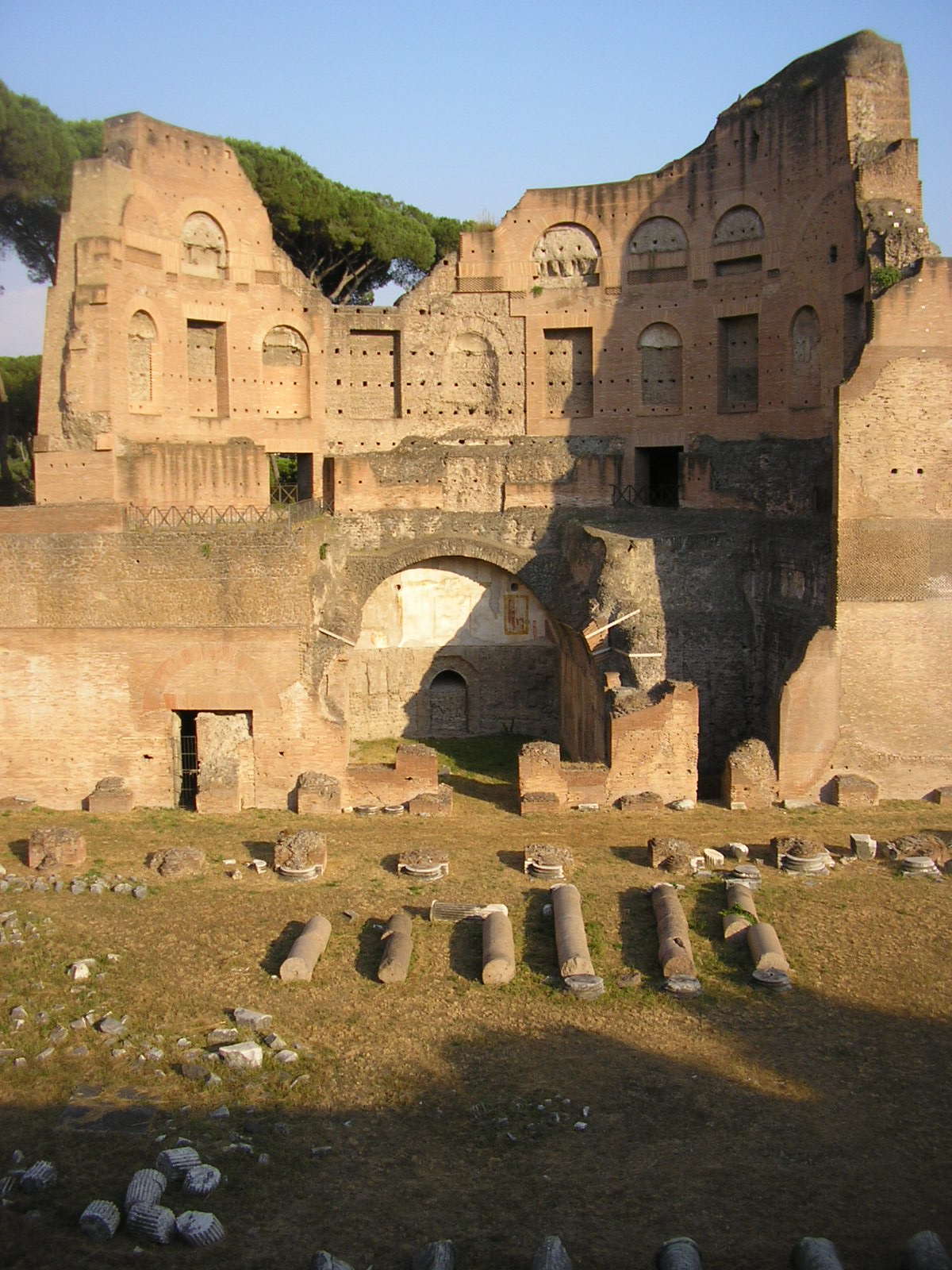
Êxedra numa das extremidades.
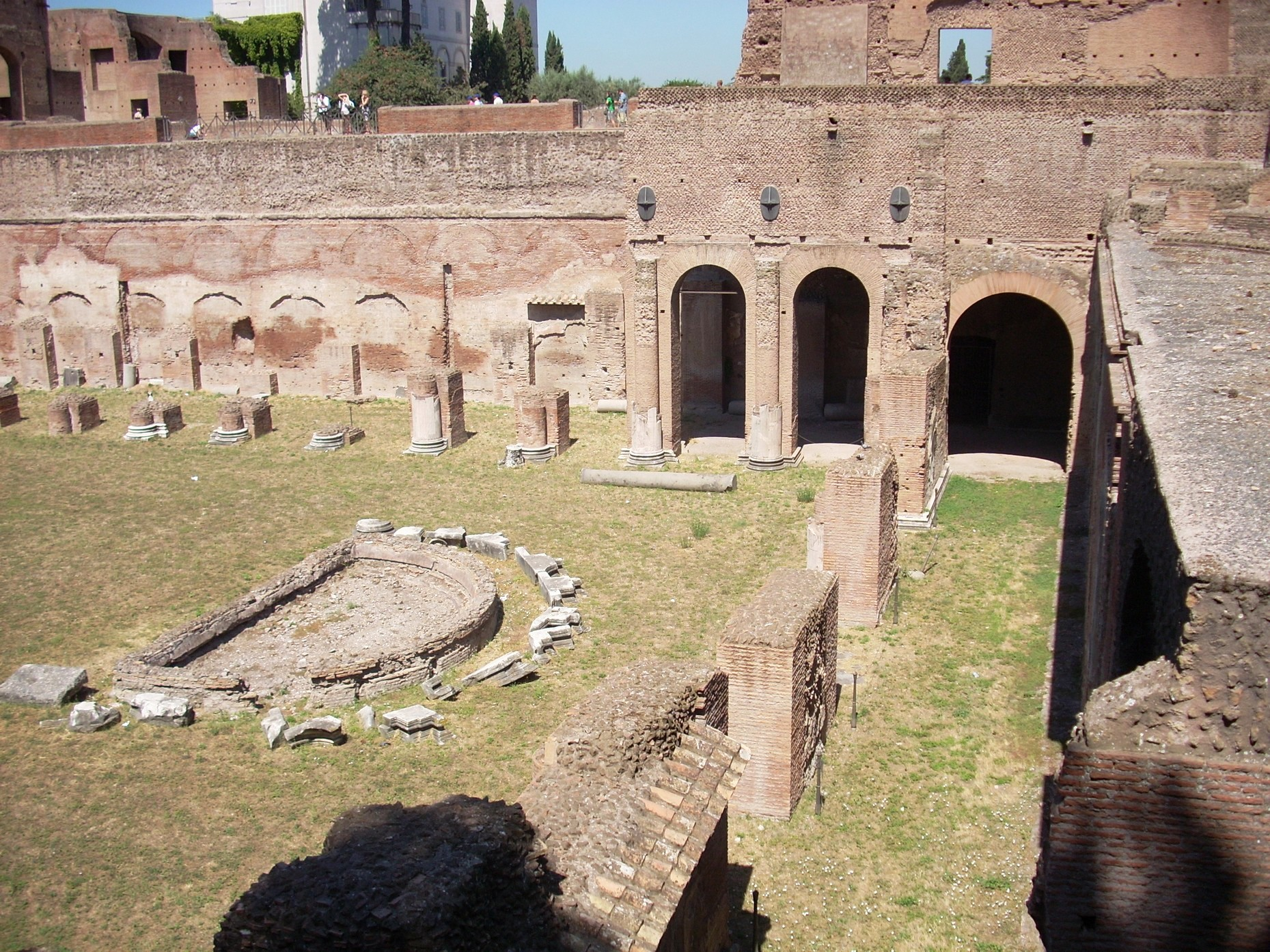
Final da spina numa das extremidades.